# Louisiana-købet
Louisiana-købet (engelsk: Louisiana Purchase/fransk: Vente de la Louisiane) var en handel, der med et slag i 1803 fordoblede USA's daværende areal. For 15 millioner dollars købte USA et areal på 2.144.476 km² af Frankrig. Dette svarer til en pris af ca. 7 dollars pr. kvadratkilometer eller knap 7 cent pr. hektar. I nutidsværdi (2020) svarer det samlede beløb til ca. 340 millioner dollars. Reelt købte man dog ikke området, men kun retten til at udvikle området, herunder at kompensere de lokale indianere for at tage deres land. Omregnet til 2012 værdi vurderes det at der er brugt omkring 8,5 mia. $ på at kompensere lokale indianere.
Det område, der blev købt, var det såkaldte Louisiana-territorium, der stort set dækkede hele området mellem Appalacherne i øst og Rocky Mountains i vest, og fra den canadiske grænse i nord til den Mexicanske Golf i syd.
I dag ligger hele eller dele af staterne Arkansas, Missouri, Iowa, Minnesota, North Dakota, South Dakota, Nebraska, New Mexico, Texas, Oklahoma, Kansas, Montana, Wyoming, Colorado og Louisiana i det område, der blev købt fra Frankrig, og som udgør 22,3 procent af USA's nuværende areal.

## Baggrund
I 1513 landede Juan Ponce de Leon på Floridas kyst og krævede hele "øen", som han troede det var, til Spanien. Omkring 1541 foretog en anden spanier, Hernando de Soto, en ekspedition til den sydlige del af Nordamerika, og også han krævede området til Spanien. I 1682 rejste franskmanden La Salle ned ad Mississippi-floden fra de franske besiddelser i Canada. Han krævede hele Mississippi-flodens afvandingsområde til Frankrig. Spanien havde aldrig haft mulighed for at hævde sin ret til området, så i 1699 etablerede Frankrig Kolonien Louisiana, der omfattede hele territoriet.
I 1763 mistede Frankrig dog området til Spanien igen efter at have tabt Syvårskrigen (1756–1763). Allerede 37 år senere, i 1800, vendte området tilbage til Frankrig, da Napoleon Bonaparte underskrev en hemmelig traktat med Spanien om området (San Ildefonso-traktaten). Ifølge traktaten overgik området til Frankrig, men Spanien skulle bevare kontrollen over det, indtil de praktiske arrangementer omkring overdragelsen kunne gøres færdige.
USA havde i en årrække haft en aftale med Spanien (Pinckney-traktaten) om, at amerikanske handelsmænd kunne udskibe deres varer fra New Orleans. Trods hemmeligholdelsen var eksistensen af San Ildefonso-traktaten kommet til USA's kendskab, og man frygtede nu at miste retten til at benytte New Orleans som udskibningshavn for amerikanske varer. Præsident Jefferson kendte betydningen af byen; "There is one spot on the globe, the possessor of which is our natural and habitual enemy. It is New Orleans," sagde han blandt andet. Han sendte derfor i 1801 den senere præsident James Monroe til Paris, hvor han sammen med den nyudnævnte ambassadør Robert R. Livingston skulle forhandle om et køb af byen New Orleans og omegn fra Frankrig. Forhandlingerne skulle overvåges og styres af udenrigsminister og senere præsident, James Madison.
En franskmand bosat i USA, Pierre du Pont de Nemours, blev hyret til at hjælpe med ved forhandlingerne. Han foreslog, at USA skulle købe hele Louisiana-territoriet af Frankrig, men dette var Jefferson imod. Han mente, at det ville være det samme som at indrømme, at Frankrig havde ret til at være i Louisiana. Han var også overbevist om, at et sådant køb lå uden for præsidentens forfatningsmæssige beføjelser. Også Napoleons udenrigsminister, Charles Maurice de Talleyrand-Périgord (normalt bare kendt som Talleyrand) var imod salget, da han mente, at det ville afskære Frankrig fra at etablere et imperium i Nordamerika.
Imidlertid kom Frankrig ud i flere kriser. Landet havde ingen militære styrker af betydning i Nordamerika, og Napoleon frygtede, at territoriet ville blive et let bytte for Storbritannien. Samtidig opstod der oprør i de franske kolonier i Vestindien, og dette fik Napoleon til at opgive ideen om et nordamerikansk imperium. I april 1803 tilbød Frankrigs finansminister derfor den amerikanske udsending Livingston, at USA kunne købe hele Louisiana-territoriet for $22,5 millioner. Livingston og Monroe accepterede tilbuddet, selv om de ikke havde bemyndigelse til dette.

## Traktaten
I USA opstod der modstand mod købet. En gruppe ville hellere stå sig godt med England end med Frankrig og mente, at købet ville forhindre dette. En anden gruppe mente, at USA med købet havde brugt en masse penge på at erklære Spanien krig. Andre mente, at den politiske magt, der lå i de amerikanske øststater, ville blive truet, når borgerne i de nye områder også krævede magt. Nogle gik så vidt som til at planlægge en løsrivelse af de nordøstlige stater, og man tilbød ligefrem den siddende vicepræsident Aaron Burr, at han kunne blive præsident i denne nye stat, hvis han kunne overtale staten New York, hvor han havde stor politisk indflydelse, til at gå med i den nye konføderation. USA's tidligere finansminister, Alexander Hamilton, der selv havde stor indflydelse i New York, kæmpede imod løsrivelsen, som endte med ikke at blive til noget. Burr og Hamilton, der tidligere havde været venner, blev nu bitre fjender. Fjendskabet kulminerede i 1804, hvor Burr udfordrede Hamilton til en duel, hvor Hamilton blev dræbt. I 1807 blev Burr anklaget for landsforræderi, men blev frikendt, da anklagemyndigheden ikke kunne fremskaffe to vidner, som krævet af forfatningen.
Efter forsatte forhandlinger, blandt andet om prisen, underskrev Livingston og Madison den 30. april 1803 så en traktat om USA's overtagelse af Louisiana-territoriet, og den 4. juli offentliggjorde præsident Jefferson traktaten. USA's senat ratificerede traktaten den 20. oktober, og den 31. oktober bemyndigede senatet præsidenten til at tage kontrol over territoriet.
 Den officielle overtagelse måtte dog vente lidt. Frankrigs traktat med Spanien om overtagelse af området var fortsat hemmelig, og derfor kunne Frankrig selvfølgelig ikke officielt sælge området. Den 30. november 1803 skete den officielle overdragelse af Louisiana-territoriet fra Spanien til Frankrig ved en højtidelighed i Cabildoen i New Orleans. Spaniens guvernør overdrog retten til området til den franske repræsentant, Pierre Clément de Laussat, som blev områdets sidste franske guvernør. Denne post blev dog kortvarig, for allerede 20 dage senere, den 20. december 1803, overførte de Laussat kontrollen over New Orleans og den sydlige del af territoriet til USA, repræsenteret ved William C. C. Claiborne, der var udpeget som USA's guvernør for området, og General James Wilkinson, der kommanderede de tropper, USA havde sendt til området. Den 10. marts 1804 overdrog Frankrig så resten af territoriet til USA.
1. oktober 1804 blev området officielt delt op i to dele, Orleans- territoriet, som senere stort set blev til den nuværende stat Louisiana, og Louisiana Distriktet, som omfattede de nordlige dele af det overtagne område, og som formelt var under kontrol af Indianaterritoriet.

## Problemer med Spanien
Som forudsagt af nogle, gav USA's overtagelse af Louisiana-territoriet anledning til en konflikt med Spanien. Konflikten handlede om grænserne for det område, som USA havde købt af Frankrig. Spanien hævdede, at det område, de havde overdraget til Frankrig i 1800, og som USA derfor havde købt, kun omfattede den vestlige del af det nuværende Louisiana, Arkansas og Missouri, mens USA hævdede, at området omfattede hele området fra Rio Grande til Rocky Mountains. Dette kunne Spanien ikke acceptere, da det ville betyde, at hele Texas og store dele af New Mexico, der begge var spanske kolonier, ville blive en del af USA. Også West Florida gav anledning til konflikt. USA hævdede, at området var en del af territoriet, mens Spanien hævdede, at den eneste del af territoriet, som lå øst for Mississippi-floden, var New Orleans.
Desuden mente Spanien, at hele USA's overtagelse af Louisiana-territoriet var ulovlig, fordi traktaten mellem Spanien og Frankrig havde forudsat, at Frankrig ikke måtte overgive området til en tredjepart. Desuden mente Spanien, at Napoleon ikke havde levet op til sin del af aftalen, ifølge hvilken han skulle overgive Italien til sin svoger, den spanske konge Carlos 4. Dette havde Napoleon ikke gjort.
I 1810 annekterede USA området mellem New Orleans og Pearl River, og i 1812 ligeledes området mellem Pearl River og Perdido River. I 1819 afstod Spanien hele Florida til USA, og grænserne mellem USA og de spanske områder blev fastlagt til Sabine River, Arksansas River og Red River samt den 42. breddekreds.

## Lewis og Clark-ekspeditionen
Allerede før han blev præsident, havde Thomas Jefferson en idé om, at man burde udforske den vestlige del af Nordamerika for om muligt at finde en vandvej til Stillehavet. Da han blev præsident i 1801, satte han gang i forberedelserne af en sådan ekspedition. Dette skulle foregå i hemmelighed, da området jo tilhørte Frankrig, og hvis USA sendte en officiel ekspedition ind i området, kunne Frankrig betragte dette som en fjendtlig handling, og Jefferson ønskede ingen konflikt med Frankrig, eftersom man jo var i gang med at forhandle om en overtagelse af New Orleans. Efter USA's overtagelse af hele området, ændrede forberedelserne til ekspeditionen karakter, og der blev nu tale om en egentlig kortlægningsekspedition. Ekspeditionen skulle fortsat forsøge at finde en vandvej til Stillehavet, men den fik nu også til opgave et kortlægge den nordlige del af det overtagne område, som for hovedpartens vedkommende var ukendt land. Som leder af ekspeditionen udpegede Jefferson sin assistent Meriwether Lewis, og denne udpegede selv sin med medekspeditionsleder William Clark.